# Carmichaeltal
Inom talteorin är Carmichaeltal (eller absolut pseudoprimtal) de heltal som är pseudoprimtal i alla baser. Med andra ord, talet {\displaystyle n} är ett Carmichaeltal om och endast om {\displaystyle n\geq 2} och {\displaystyle m^{n-1}\equiv 1{\pmod {n}}} för alla positiva heltal {\displaystyle m} sådana att {\displaystyle m} och {\displaystyle n} är relativt prima. Talen är döpta efter Robert Carmichael, och är även delmängden K1 till Knödeltalen.

## Upptäckt
Den som först upptäckte de grundläggande principerna hos Carmichaeltalen var Korselt, dock utan att ge ett konkret exempel på ett sådant tal. Det var först år 1910 som Carmichael hittade det första talet av denna karaktär, talet 561, och därav kallas de Carmichaeltalen.

## Korselts kriterium
En alternativ och ekvivalent definition för ett Carmichaeltal ges av Korselts kriterium.
Ett positivt sammansatt heltal {\displaystyle n} är ett Carmichaeltal om och endast om {\displaystyle n} kvadratfritt, och alla primtalsfaktorer {\displaystyle p} till {\displaystyle n} uppfyller villkoret {\displaystyle {\displaystyle p-1\mid n-1}}.
Det följer från detta kriterium att alla Carmichaeltal måste vara udda, eftersom ett jämnt sammansatt tal som är kvadratfritt ,måste innehålla minst en udda primtalsfaktor (det kan bara finnas en jämn primtalsfaktor). Enligt  {\displaystyle {\displaystyle {\displaystyle p-1\mid n-1}}} medför detta att det udda talet {\displaystyle {\displaystyle n-1}} kommer att vara delbart med det jämna talet {\displaystyle p-1} vilket är en motsägelse. 
Att talet {\displaystyle 561=3*11*17} är ett Carmichaeltal är nu enkelt att visa då talet är kvadratfritt och {\displaystyle 2\mid 560}, {\displaystyle 10\mid 560} och {\displaystyle 16\mid 560}.

## Faktorisering
Ett Carmichaeltal har minst som minst 3 primtalsfaktorer. För vissa {\displaystyle k} finns det oändligt många Carmichaeltal med exakt {\displaystyle k} primtalsfaktorer. Det visar sig även finnas ett oändligt antal sådana {\displaystyle k}.
De första Carmichaeltalen med {\displaystyle k=3,4,5,...} primtalsfaktorer är:
| Antal primtalsfaktorer | Första Carmichaeltalet | Primtalsfaktorer                           |
| ---------------------- | ---------------------- | ------------------------------------------ |
| 3                      | 561                    | {\displaystyle 3*11*17}                    |
| 4                      | 41041                  | {\displaystyle 7*11*13*41}                 |
| 5                      | 825265                 | {\displaystyle 5*7*17*19*73}               |
| 6                      | 321197185              | {\displaystyle 5*19*23*29*37*137}          |
| 7                      | 5394826801             | {\displaystyle 7*13*17*23*31*67*73}        |
| 8                      | 232250619601           | {\displaystyle 7*11*13*17*31*37*73*163}    |
| 9                      | 9746347772161          | {\displaystyle 7*11*13*17*19*31*37*41*641} |

Några andra intressanta fakta är att det andra Carmichaeltalet (1105) kan bli uttryckt som summan av två kvadrater på fler sätt än något mindre tal. Det tredje talet (1729) är också Hardy-Ramanujantalet vilket är det minsta talet som kan skrivas som summan av två kuber (av positiva tal) på två olika sätt.